# Charles William Fulton
Charles William Fulton, född 24 augusti 1853 i Lima, Ohio, död 27 januari 1918 i Portland, Oregon, var en amerikansk republikansk politiker. Han representerade delstaten Oregon i USA:s senat 1903-1909.
Fulton flyttade 1855 med sina föräldrar till Iowa. Han flyttade 1870 vidare till Nebraska och studerade juridik. Han flyttade 1875 till Astoria, Oregon där han arbetade som advokat. Han var stadsåklagare i Astoria 1880-1882. Han var talman i delstatens senat 1893 och 1901.
Fulton efterträdde 1903 Joseph Simon som senator för Oregon. Han efterträddes 1909 av George Earle Chamberlain.
Fulton avled 1918 och gravsattes på Ocean View Cemetery i Clatsop County.